# كريستيان سكوت
كريستيان سكوت (بالإنجليزية: Christian Scott)‏ هو بواق وملحن أمريكي، ولد في 31 مارس 1983 في نيو أورلينز في الولايات المتحدة.

## وصلات خارجية
- الموقع الرسمي
- كريستيان سكوت على موقع IMDb (الإنجليزية)
- كريستيان سكوت على موقع ميوزك برينز (الإنجليزية)
- كريستيان سكوت على موقع أول ميوزيك (الإنجليزية)
- كريستيان سكوت على موقع ديسكوغز (الإنجليزية)
- كريستيان سكوت على موقع قاعدة بيانات الفيلم (الإنجليزية)